# بکفیا
بکفیا (به عربی: بکفیا) یک منطقهٔ مسکونی در لبنان است که در استان جبل لبنان واقع شده‌است.